# Horácio Cocles

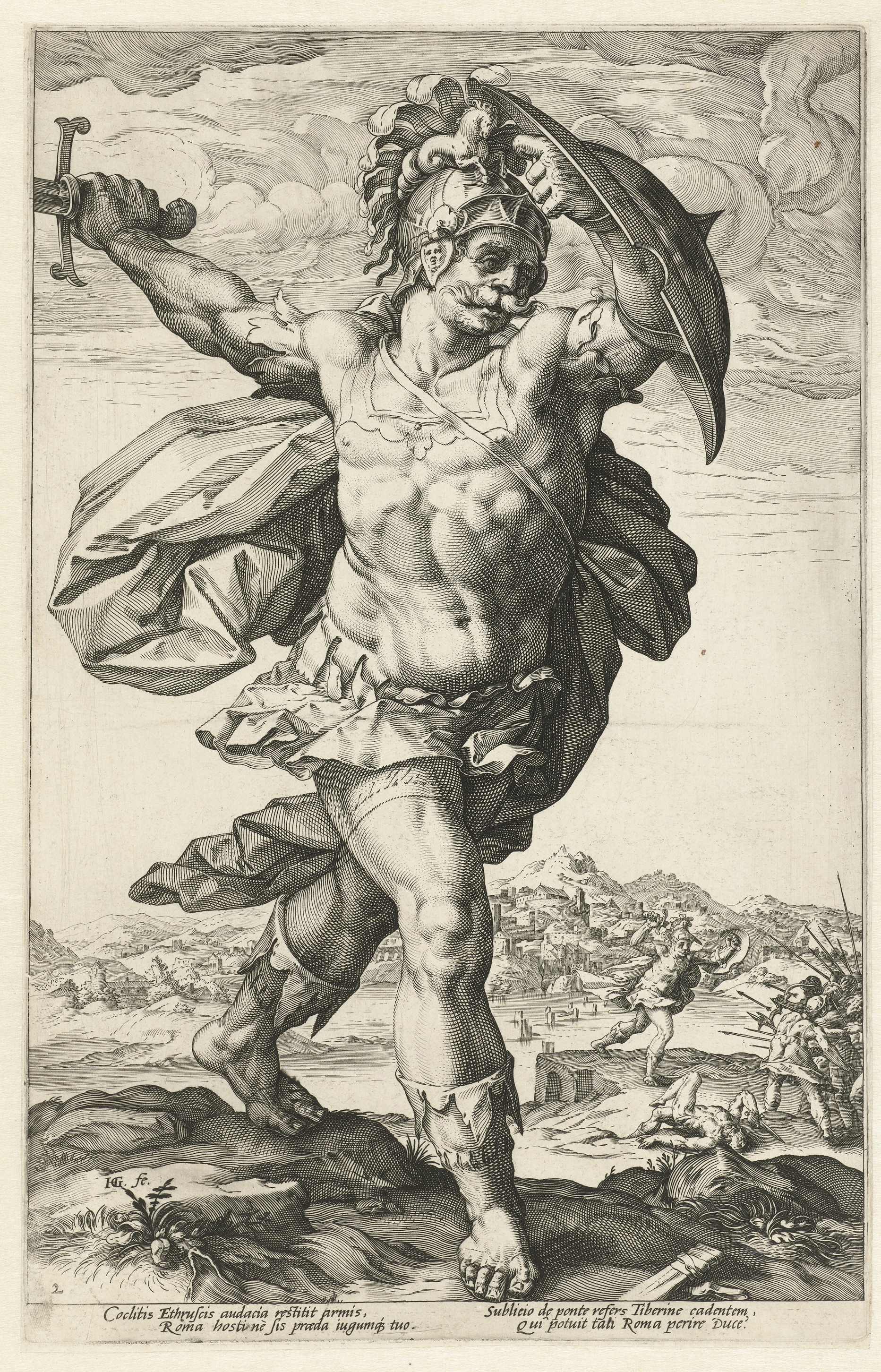
Horácio Cocles, gravura de Hendrik Goltzius.

Primeira batalha entre Porsena e os romanos na tomada do Janículo até a façanha de Horácio Cocles e a destruição da ponte Sublício.

Públio Horácio Cocles (em latim: Horatius Cocles) foi um oficial militar romano do século VI a.C. Cocles significa "com um olho só". Segundo a lenda, defendeu sozinho a ponte que levava à cidade de Roma, impedindo que fosse tomada pelos etruscos liderados por Porsena. Era sobrinho de Marco Horácio Púlvilo, que foi cônsul em 509 a.C. Os dois descendiam dos três irmãos Horácios.

## Lenda
Horácio Cocles aparece na tradição romana na guerra que opôs o rei etrusco Porsena à República romana que nascia, dirigida por dois magistrados, os cônsules. Porsena decidiu marchar sobre Roma para restabelecer Tarquínio, o Soberbo, no trono e restaurar a monarquia.
Em 508 a.C., os etruscos de Porsena tomaram de assalto o Janículo, onde o cônsul Públio Valério Publícola instalara setecentos colonos para deter o rei etrusco e ameaçaram Roma diretamente. O cônsul saiu com seu exército para socorrer os colonos e teve de enfrentar tropas mais numerosas. Como Publícola e o outro cônsul foram feridos, a maioria dos soldados romanos fugiu e se refugiou na cidade.
Horácio Cocles conseguiu deter o avanço dos etruscos enquanto seus companheiros demoliam a ponte Sublício para impedir que o inimigo atravessasse o rio Tibre. Ao seu lado combateram dois futuros cônsules, Espúrio Lárcio Flavo e Tito Hermínio Aquilino.
Quando faltava destruir apenas uma pequena parte da ponte, ordenou que eles se pusessem a salvo na cidade, enquanto ele permaneceu combatendo sozinho na outra margem do rio. Ao ver que a demolição estava quase no fim, ordenou que derrubassem a ponte, atirou-se no Tibre com sua armadura e se afogou, segundo Políbio. Mas, segundo Tito Lívio, conseguiu atravessar o rio a nado e juntou-se a seus companheiros sem sofrer dano algum.
O Estado recompensou seu ato de bravura erigindo sua estátua no Comitium e dando-lhe um terreno do tamanho que ele pudesse fazer a volta em um dia com o arado. Os habitantes de Roma lhe manifestaram seu reconhecimento e se associaram às honras oficiais. Apesar da escassez por causa da guerra, cada família separou e deu a ele o que foi possível de suas provisões.
Segundo Dionísio de Halicarnasso, um dos ferimentos que ele recebeu ao defender a ponte Sublício o tornou manco, e este foi o motivo porque, apesar de sua grande bravura, nunca ocupou nenhum cargo militar, e muito menos o consulado. De acordo com a lenda romana, o ato de heroísmo de Horácio Cocles, seguido pelos de Caio Múcio Cévola e Clélia, impressionaram tanto Porsena que ele desistiu do seu projeto de invadir Roma.